# Rubén Caba
Rubén Caba, nacido en Madrid, es un novelista, ensayista y autor de libros de viajes español.

## Reseña biográfica
Rubén Caba estudió el bachillerato en el Colegio de la Alianza Francesa, de Valencia, se licenció en Derecho y en Filosofía y Letras (sección de Filosofía) por la Universidad Complutense de Madrid y se diplomó en Sociología por el Instituto de Estudios Políticos, de Madrid.
Desde su primer libro, un poemario, hasta los últimos -el libro de viajes Cabeza de Vaca: Tras las huellas del Ulises del Nuevo Mundo (2021) y sus memorias Voces y Ecos (2023)-, su obra comprende también novelas, relatos, otros libros de viajes, ensayos y artículos periodísticos.
En los años setenta, tras recorrer a pie la ruta serrana del arcipreste de Hita, sostuvo -contra lo que afirmaban especialistas en Literatura Medieval como Manuel Criado de Val- que los lances de las estrofas 950 a 1.048 del Libro de Buen Amor transcurren a lo largo de un verdadero viaje de ida y vuelta entre Hita y Segovia, con unidad de trazado y sentido de marcha. Y así lo expuso en un libro, cuya primera edición es de 1976, que aporta datos en favor de la tesis viajera defendida por algunos comentaristas del texto como Alfonso Reyes y Félix Lecoy. Criterio que compartió el historiador y ensayista José Luis Abellán : "(Rubén Caba) ha tratado de verificarlas (estrofas 950 a 1.048) en la práctica con pleno éxito, deshaciendo así algunas de las aparentes contradicciones del texto". 
Por aquellos años, en unos artículos publicados en el diario madrileño Informaciones -el último: "Juan Ruiz y sus parodias", (23,IX,1976)-, Caba argumentó la imposibilidad de que Juan Ruiz parodiara al cardenal don Gil de Albornoz bajo la figura del arcipreste, tal como afirmaba Criado de Val en su Historia de Hita y su Arcipreste (Madrid, Editora Nacional, 1976).
Y en la década de los ochenta compaginó la escritura de sus libros con la enseñanza en cursos monográficos sobre El Quijote, el Libro de buen amor y En busca del tiempo perdido. Ha participado en numerosos coloquios y ponencias sobre temas literarios.

## Características de su obra

### Estilo
Santos Sanz Villanueva ha escrito sobre Salida con Juan Ruiz a probar la sierra, título de la primera edición de Por la ruta serrana del Arcipreste: "Dos méritos sobresalen entre otros: la riqueza y expresividad de su vocabulario, y la frecuencia con que la ironía matiza una narración llena de elegante humorismo". Y su ensayo Los sagrados misterios de la literatura ha sido calificado por Fernando Sánchez Dragó de "una pequeña obra maestra".

### Temas
En sus obras late una crítica a quienes, sin otro mérito que su ambición por dominar a los demás, se encaraman a cualquier encarnación del poder, y no sólo al poder político. Incluso algunos escritores -como ha expuesto en su ensayo Los sagrados misterios de la literatura-, tan duchos en lanzar andanadas al resto del archipiélago humano, esgrimen tabúes culturales para fortificar su islote y aureolan con beatas imposturas el oficio de escribir.

## Premios
- Premio Arcipreste de Hita (1982), por su poema Carta en cuaderna vía.
- Premio América Hispana (1992), por Las piedras del Guairá, novela histórica sobre la primera fundación de Buenos Aires por Pedro de Mendoza en 1536.
- Premios del Tren (2004), por el relato El amigo viajero de Beppo Abdul Wahab.
- Premios del Tren (2005), por el relato El rigor de las desdichas.

## Obras
- Memorias:

Voces y Ecos: Memorias de un pasajero del tiempo. Madrid: Huerga y Fierro Editores, 2023
- Ensayos:

Naufragios. Col. Letras Hispánicas. Edición crítica de Eloísa Gómez-Lucena y Rubén Caba. Madrid: Cátedra, 2018. ISBN 978-84-376-3922-2
Los sagrados misterios de la literatura. Madrid: Libertarias-Phodhufi, 1993
La odisea de Cabeza de Vaca (coautor). Barcelona y Buenos Aires: Edhasa, 2008. (Ensayo histórico que aclara y comenta el texto de Naufragios además de fijar el itinerario de Cabeza de Vaca por el sur de Estados Unidos y el norte de México.)
Topicario. Manual del perfecto trepador. Sevilla: Renacimiento, 2010
- Novelas:

Islario. Madrid: Nuevo Sendero, 1980
Hispán e Iberia. Madrid: Alfaguara, 1981.- 6ª ed. 1990
La puerta de marfil. Madrid: Orígenes, 1988
Las piedras del Guairá. (1ª fundación de Buenos Aires). Premio “América Hispana”, 1992. Diputación de Guadalajara, 1993.
2ª edición, Madrid: Fondo de Cultura Económica, 1996
Días de gloria. Valencia: Pre-Textos, 2000
Los Siderales. Sevilla: Renacimiento, 2017
- Libros de viajes:

Salida con Juan Ruiz a probar la sierra. Madrid: Helios, 1976.
Por la ruta serrana del Arcipreste. (2ª edición corregida de Salida con Juan Ruiz...). Madrid: Cenit, 1977.
3ª ed. Madrid: Libertarias-Phodhufi, 1995
Y 4ª ed. corregida y aumentada, incluye fotos del viaje. Madrid: Editorial Gadir, 2018. ISBN 9788494761980
Rutas literarias de España (coord. y coaut.). Madrid: Aguilar, 1990
Literary routes of Spain. Madrid, Aguilar, 1990
Cabeza de Vaca: Tras las huellas del Ulises del Nuevo Mundo. Córdoba: Almuzara, 2021. ISBN 9788418346262
- Relatos:

El amigo viajero de Beppo Abdul Wahab. Madrid: Premios del Tren, Fundación de los Ferrocarriles Españoles, 2004.
El rigor de las desdichas. Madrid: Premios del tren, Fundación de los Ferrocarriles Españoles, 2005
- Poemarios:

Ímpetu, pasión y fuga. Madrid: Alfaguara, 1972.
Carta en cuaderna vía. Premio “Arcipreste de Hita”, 1982. Jaén: Alcalá la Real, 1982
- Guion de cine:

Libro de buen amor. Película estrenada en 1970 en Madrid
- Encuesta de opinión política:

389 Escritores españoles opinan. Bilbao: La Gran Enciclopedia Vasca, 1971